# Oblastní hokejové soutěže 1959/1960
Československé oblastní soutěže ledního hokeje 1959/1960 byla třetí nejvyšší hokejovou soutěží na území Československa.

## Systém soutěže
Soutěž se byla rozdělena do 8 skupin po 6 účastnících. Ve skupinách se všechny kluby utkaly každý s každým (celkem 10 kol). Vítězové jednotlivých skupin postoupili do 2. ligy. Ostatní týmy z důvodu zrušení oblastních soutěží pro příští ročník sestoupily do krajského přeboru.

### Skupina A
| Poř. | Tým                          | Z  | V | R | P | VB | OB | B  |
| ---- | ---------------------------- | -- | - | - | - | -- | -- | -- |
| 1.   | TJ Dynamo České Budějovice   | 10 | 7 | 2 | 1 | 47 | 28 | 16 |
| 2.   | TJ Jiskra Havlíčkův Brod "B" | 10 | 4 | 4 | 2 | 26 | 21 | 12 |
| 3.   | TJ Spartak Praha Stalingrad  | 10 | 5 | 1 | 4 | 34 | 26 | 11 |
| 4.   | TJ Spartak Soběslav          | 10 | 3 | 4 | 3 | 37 | 29 | 10 |
| 5.   | TJ Spartak Jihlava           | 10 | 3 | 3 | 4 | 34 | 28 | 9  |
| 6.   | TJ Vodní stavby Tábor        | 10 | 0 | 2 | 8 | 25 | 71 | 2  |

### Skupina B
| Poř. | Tým                       | Z  | V | R | P  | VB  | OB | B  |
| ---- | ------------------------- | -- | - | - | -- | --- | -- | -- |
| 1.   | TJ Lokomotiva Liberec     | 10 | 9 | 1 | 0  | 108 | 17 | 19 |
| 2.   | TJ Jiskra RAMO Pardubice  | 10 | 7 | 0 | 3  | 46  | 44 | 14 |
| 3.   | TJ Tatran Kopidlno        | 10 | 5 | 2 | 3  | 64  | 44 | 12 |
| 4.   | TJ Jiskra Kamenický Šenov | 10 | 4 | 0 | 6  | 56  | 63 | 8  |
| 5.   | TJ Lokomotiva Turnov      | 10 | 3 | 1 | 6  | 42  | 81 | 7  |
| 6.   | TJ Jiskra Úpice           | 10 | 0 | 0 | 10 | 17  | 84 | 0  |

### Skupina C
| Poř. | Tým                               | Z  | V  | R | P | VB  | OB | B  |
| ---- | --------------------------------- | -- | -- | - | - | --- | -- | -- |
| 1.   | TJ SONP Kladno "B"                | 10 | 10 | 0 | 0 | 105 | 21 | 20 |
| 2.   | TJ Spartak Holoubkov              | 10 | 7  | 0 | 3 | 66  | 31 | 14 |
| 3.   | TJ Spartak Hořovice               | 10 | 4  | 1 | 5 | 38  | 53 | 9  |
| 4.   | TJ Spartak Rožmitál pod Třemšínem | 10 | 4  | 1 | 5 | 37  | 63 | 9  |
| 5.   | TJ Slavoj Mýto                    | 10 | 2  | 0 | 8 | 25  | 67 | 4  |
| 6.   | TJ Jiskra Nejdek                  | 10 | 2  | 0 | 8 | 30  | 66 | 4  |

### Skupina D
| Poř. | Tým                            | Z  | V  | R | P | VB | OB | B  |
| ---- | ------------------------------ | -- | -- | - | - | -- | -- | -- |
| 1.   | TJ Spartak AZNP Mladá Boleslav | 10 | 10 | 0 | 0 | 66 | 11 | 20 |
| 2.   | TJ Sokol Ruzyně                | 10 | 7  | 1 | 2 | 46 | 32 | 15 |
| 3.   | TJ Tatran Lány                 | 10 | 4  | 0 | 6 | 45 | 44 | 8  |
| 4.   | TJ Baník Most                  | 10 | 3  | 1 | 6 | 37 | 50 | 7  |
| 5.   | TJ Jiskra Starý Kolín          | 10 | 3  | 1 | 6 | 23 | 50 | 7  |
| 6.   | TJ Spartak Čelákovice          | 10 | 0  | 3 | 7 | 20 | 50 | 3  |

### Skupina E
| Poř. | Tým                            | Z  | V | R | P | VB | OB | B  |
| ---- | ------------------------------ | -- | - | - | - | -- | -- | -- |
| 1.   | TJ VŽKG Ostrava "B"            | 10 | 6 | 1 | 3 | 56 | 37 | 13 |
| 2.   | TJ Rudá hvězda Havířov         | 10 | 4 | 2 | 4 | 33 | 31 | 10 |
| 3.   | TJ Spartak Moravia Olomouc "B" | 10 | 4 | 2 | 4 | 32 | 35 | 10 |
| 4.   | TJ Rudá hvězda Brno "B"        | 10 | 4 | 2 | 4 | 32 | 35 | 10 |
| 5.   | TJ Spartak Zbrojovka Vsetín    | 10 | 4 | 1 | 5 | 35 | 37 | 9  |
| 6.   | TJ Spartak Nedvědice           | 10 | 3 | 2 | 5 | 30 | 41 | 8  |

- Tým TJ VŽKG Ostrava "B" nemohl postoupit, protože ve vyšší soutěži působí A-tým.

### Skupina F
| Poř. | Tým                      | Z  | V | R | P  | VB | OB  | B  |
| ---- | ------------------------ | -- | - | - | -- | -- | --- | -- |
| 1.   | TJ Slovan Hodonín        | 10 | 9 | 1 | 0  | 98 | 9   | 19 |
| 2.   | VTJ Dukla Hodonín        | 10 | 7 | 1 | 2  | 88 | 17  | 15 |
| 3.   | TJ Tatran Uherský Ostroh | 10 | 6 | 0 | 4  | 46 | 49  | 12 |
| 4.   | TJ Jiskra Chropyně       | 10 | 4 | 0 | 6  | 40 | 50  | 8  |
| 5.   | TJ Rudá hvězda Znojmo    | 10 | 3 | 0 | 7  | 37 | 78  | 6  |
| 6.   | TJ Tatran Skalica        | 10 | 0 | 0 | 10 | 9  | 115 | 0  |

### Skupina G
| Poř. | Tým                          | Z | V | R | P | VB | OB | B |
| ---- | ---------------------------- | - | - | - | - | -- | -- | - |
| 1.   | TJ Slovan Nitra              | 0 | 0 | 0 | 0 | 0  | 0  | 0 |
| 2.   | VTJ Dukla Zvolen             | 0 | 0 | 0 | 0 | 0  | 0  | 0 |
| 3.   | TJ Lokomotíva Rača           | 0 | 0 | 0 | 0 | 0  | 0  | 0 |
| 4.   | TJ Spartak Považská Bystrica | 0 | 0 | 0 | 0 | 0  | 0  | 0 |
| 5.   | TJ Spartak Kablo Topoľčany   | 0 | 0 | 0 | 0 | 0  | 0  | 0 |
| 6.   | TJ Dynamo Bernolákovo        | 0 | 0 | 0 | 0 | 0  | 0  | 0 |

- Tabulka nezjištěna
- TJ Dynamo Bernolákovo v průběhu soutěže odstoupilo.

### Skupina H
| Poř. | Tým                                | Z | V | R | P | VB | OB | B |
| ---- | ---------------------------------- | - | - | - | - | -- | -- | - |
| 1.   | TJ Červená hviezda Banská Bystrica | 0 | 0 | 0 | 0 | 0  | 0  | 0 |
| 2.   | TJ Jednota Kežmarok                | 0 | 0 | 0 | 0 | 0  | 0  | 0 |
| 3.   | TJ Slavoj Sabinov                  | 0 | 0 | 0 | 0 | 0  | 0  | 0 |
| 4.   | TJ Slavoj Veľký Šariš              | 0 | 0 | 0 | 0 | 0  | 0  | 0 |
| 5.   | TJ Brezno                          | 0 | 0 | 0 | 0 | 0  | 0  | 0 |
| 6.   | TJ Spartak Spišské Podhradie       | 0 | 0 | 0 | 0 | 0  | 0  | 0 |

- Tabulka nezjištěna